# بوناسولا
بوناسولا (به ایتالیایی: Bonassola) یک کومونه در ایتالیا است که در استان لا اسپتزیا واقع شده‌است.

## خصوصیات
بوناسولا ۹٫۳ کیلومترمربع مساحت و ۹۴۵ نفر جمعیت دارد و ۵ متر بالاتر از سطح دریا واقع شده‌است.